# Oreodera curiosa
Oreodera curiosa là một loài bọ cánh cứng trong họ Cerambycidae.